# Natural Bears Classification System
El Natural Bears Classification System (NBCS; conocido en español como Sistema de Clasificación Natural de Osos o Sistema Natural de Clasificación de Osos), también llamado código de osos, es un conjunto de símbolos que utiliza letras, números y otros caracteres que se encuentran comúnmente en los teclados de computadoras occidentales modernos y se utilizan para la autoidentificación de "osos" en el sentido de un hombre gay o bisexual maduro con vello facial o corporal abundante. Estos códigos se utilizan en publicaciones por correo electrónico, Usenet y foros de Internet para identificar el tipo físico y las preferencias del autor.

## Historia
Este esquema de clasificación fue creado por Bob Donahue y Jeff Stoner, dos astrónomos que formaban parte de Bears Mailing List (BML) —una lista de correo especializada en osos fundada en 1988—, durante el fin de semana de Acción de Gracias en 1989 mientras almorzaban en un restaurante Wendy's de Boulder (Colorado), y se basó en la forma en que los sistemas de clasificación de estrellas y galaxias utilizaban las características de un objeto para derivar un identificador de clasificación.
Este esquema de clasificación tiene una estructura sintáctica casi idéntica al código geek, que se introdujo en 1993, aunque los significados de los símbolos son diferentes. Una publicación en el grupo de noticias Usenet alt.sex.motss en 1991 reprodujo la versión 1.9 de NBCS.

## Formato
El formato de la NBCS es una secuencia de descripciones separadas por espacios, cada una de las cuales toma la forma "XMme", donde X es una letra que indica algún rasgo; M es una magnitud opcional indicada por un número o una secuencia de caracteres + o - (los primeros se usan para clasificaciones que tienen un rango amplio pero discreto, mientras que los segundos se usan para mediciones más comparativas); m es un modificador opcional como "v" que indica variabilidad del rasgo; y e es cualquier valor adicional (como una magnitud entre paréntesis que indica un rango desde la magnitud fuera de los paréntesis hasta la magnitud dentro).
El formato incluye rasgos físicos como "B" para densidad/longitud de la barba, "f" para vello corporal (o "pelaje"), "t" para altura y "w" para peso. También incluye rasgos de personalidad como "d" para "el factor daddy" y preferencias sexuales como "k" para "el factor kinky".
El primer elemento que se utiliza en el código es la barba ("B"), bajo los siguientes parámetros:
- B0 – Poca o ninguna barba
- B1 – Barba muy ligera
- B2 – Barba ligera
- B3 – Barba fina
- B4 – Mayormente barba completa
- B5 – Barba completa
- B6 – Barba muy espesa
- B7 – Barbas alargadas y pobladas
- B8 – Barbas muy largas
- B9 – Barbas largas que rozan la hebilla del cinturón

Los siguientes parámetros utilizan también los signos + y - para identificar la presencia o ausencia del elemento descrito; por ejemplo, "f" describe el vello corporal bajo los siguientes parámetros:
- f++ muy por encima del pelaje promedio
- f+ pelaje por encima del promedio
- f peludo en un sentido de oso promedio
- (ninguno) "neutral" (pelo promedio de una población de muestra de osos y no osos)
- f- pelaje por debajo del promedio
- f-- muy por debajo del pelaje promedio

Los otros factores que utilizan el mismo formato son:
- t – altura
- w – peso
- c – cachorro
- d – "factor daddy"
- g – "grope" (le gusta que lo manoseen)
- k – "factor kinky"
- s – sexo
- m – músculos
- e – dote
- h – factor "behr" (bigote, sin barba)
- r – exterior
- p – peculiar
- q – "factor Q"